# Чумовая пятница (фильм, 1976)
«Чумовая пятница» (англ. Freaky Friday) — американская кинокомедия 1976 года режиссёра Гэри Нельсона с Барбарой Харрис и Джоди Фостер в главных ролях. Сюжет основан на книге Мэри Роджерс «Причудливая пятница». Премьера в США состоялась 18 августа 1976 года.
Теглайн: «Как причудливо было бы, если ты в теле своей мамы?»

## Сюжет
Домохозяйка Эллен Эндрюс и её дочь-подросток Аннабель никак не могут найти общий язык друг с другом, из-за чего постоянно ссорятся. Однажды они одновременно загадывают одинаковое желание — оказаться на месте друг друга, которое исполняется в ту же секунду.

## В ролях
- Джоди Фостер — Аннабель Эндрюс
- Барбара Харрис — Эллен Эндрюс
- Джон Эстин — мистер Эндрюс
- Спарки Маркус — Бен Эндрюс
- Карен Смит — Мэри Кей Гилберт
- Шарлин Тилтон — Бэмби
- Фриц Фельд — мистер Джекмен

## Признание
3 номинации на премию «Золотой глобус» 1977:
- Лучшая актриса в комедии или мюзикле — Джоди Фостер
- Лучшая актриса в комедии или мюзикле — Барбара Харрис
- Лучшая песня к фильму — I’d Like to Be You for a Day — музыка и слова: Джоэл Хёршхорн и Эл Кэша

## Ремейки
Для «Чумовой пятницы» было снято три разных ремейка и все они были выпущены компанией «Уолт Дисней»: телевизионный фильм в 1995 году с Шелли Лонг и Гэби Хоффманн в главных ролях, театральный фильм в 2003 году с Джейми Ли Кертис и Линдсей Лохан в главных ролях, а также музыкальная версия для телевидения с участием Кози Зулсдорф и Хайди Бликенстафф.